# Alex Baudin
Alex Baudin (Albertville, 25 mei 2001) is een Frans wielrenner die sinds 2025 rijdt voor EF Education-EasyPost.

## Carrière
Bij de beloften heeft hij meerdere overwinningen behaald. Baudin begon op vierjarige leeftijd met wielrennen nadat hij een fiets cadeau had gekregen van zijn grootvader. Al snel schreef hij zich in bij de lokale wielerploeg. In 2018 begon hij met koersen bij het opleidingsteam van AG2R-Citroën. In 2022 maakte Baudin kortstondig een uitstapje naar het Zwitserse Swiss Racing Academy. In augustus 2022 tekende Baudin een contract bij de hoofdmacht van AG2R-Citroën.
In zijn eerste seizoen bij de beroepsrenners debuteerde Baudin meteen in de Ronde van Italië. De uitslagen van Fransman werden echter geschrapt, wegens de in zijn bloed aangetroffen sporen van de verboden pijnstiller Tramadol. AG2R-Citroën stelde Baudin, na bekendmaking van deze testuitslag op 1 augustus 2023, in het restant van het seizoen 2023 niet meer op. Op 29 december 2023 maakte AG2R-Citroën bekend dat als gevolg van een intern onderzoek van een eigen ethisch comité Baudin weer terug kan keren in koers voor de Franse ploeg. 

## Overwinningen
2018
4e etappe Ronde van Pays de Vaud
2e en 3e etappe Ronde van Valromey
Jongerenklassement Ronde van Valromey
2019
3e etappe Ronde van Pays de Vaud
2022
3e etappe Ronde van Bretagne
Jongerenklassement Ronde van Bretagne
2e etappe Istrian Spring Trophy
3e etappe Ronde van de Aostavallei
2024
2e etappe Ronde van de Limousin-Périgord-Nouvelle Aquitaine
Eind- en jongerenklassement Ronde van de Limousin-Périgord-Nouvelle Aquitaine

## Resultaten in voornaamste wedstrijden
| Jaar | Ronde van Italië | Ronde van Frankrijk | Ronde van Spanje |
| ---- | ---------------- | ------------------- | ---------------- |
| 2023 | 73e              |                     |                  |
| 2024 | 21e              |                     |                  |
| 2025 |                  | 46e                 |                  |

| Jaar | Amstel Gold Race | Luik-Bast.‑Luik | Waalse Pijl | Clásica San Sebastián |
| ---- | ---------------- | --------------- | ----------- | --------------------- |
| 2023 |                  | 109e            | 29e         | 29e                   |
| 2024 |                  |                 |             | 59e                   |
| 2025 | 48e              | 30e             | 99e         |                       |

## Ploegen
- 2018 -  Chambéry Cyclisme
- 2019 -  Chambéry Cyclisme
- 2020 -  Chambéry Cyclisme
- 2021 -  Chambéry Cyclisme Formation
- 2022 -  Swiss Racing Academy
- 2023 -  AG2R-Citroën
- 2024 –  Decathlon AG2R La Mondiale
- 2025 –  EF Education-EasyPost

Baudin · Berthet · Bonnamour · Bouchard · Cherel · Cosnefroy · Dewulf · Gall · Gautherat · Godon · Hänninen · Labrosse (Vanaf 1/8) ·  Lapeira · L. Naesen · O. Naesen · O'Connor · A. Paret-Peintre · V. Paret-Peintre · Peters · Prodhomme · Raugel · Retailleau · Sarreau · Schär · Touzé · Tronchon · Van Avermaet · Vendrame · Venturini · Warbasse · Chaussinand (stagiair) · Veistroffer (stagiair) · Verschuren (stagiair)
Armirail · Baudin · Bennett · Berthet · Boasson Hagen · Bonnamour (tot 25/3) · Bouchard · Cosnefroy · De Bondt · De Pestel · Dewulf · Gall · Gautherat · Godon · Hänninen · Labrosse · Lafay ·  Lapeira · Naesen · O'Connor · A. Paret-Peintre · V. Paret-Peintre · Peters · Pollefliet · Prodhomme · Retailleau · Touzé · Tronchon · Vendrame · Warbasse